# ミヤコ化学
ミヤコ化学株式会社（ミヤコかがくかぶしきがいしゃ）は、東京都千代田区に本社のある化学品商社である。1947年から協和発酵（現 KHネオケム）の販社として営業し、2015年には東レグループの蝶理の子会社となった。

## 歴史
前身の株式会社大原鉄工所は1921年（大正10年）8月に大阪市港区市岡浜通りに設立。1944年（昭和19年）5月、国策企業の東亜化学興業に買収され、「協和機器株式会社」に社名変更し、軍需企業として特殊燃料製造装置などを製作していた。しかし放漫経営のため経営が行き詰ったうえに、1945年5月の大阪大空襲により工場・事務所が焼失した。東亜化学興業も終戦とともに事業を休止し、1945年11月に協和産業に社名を変更した。
1946年2月、協和機器は東京に移転し、社名を「合同機器株式会社」に変更。取締役には合同酒精の役員が名を連ね、株主も役員が個人で所有していることから、合同酒精の系列であったことがうかがえる。1947年11月21日には社名を「ミヤコ化学株式会社」に変更し、本社を都内の銀座西8丁目に移転した。定款に定めた営業品目は、「輸送機・船舶・橋梁・土木建設・鉱山等に使用する諸器具類の製造および販売」から「化学薬品・香料・化粧品の製造販売」に大幅に変更された。東京都に本社を置くことから、当初は社名を「都化学」にする案があったが、すでに同名の企業があり登記ができなかった。そこで、協和産業社長の加藤辨三郎による「これからはカタカナの社名が増えるであろう」との発案でミヤコ化学に決定した。
発足初期には販売する品物が満足になく、わずかにペニシリンを扱う程度であったが、1949年7月1日に協和産業から社名を変更した協和醱酵工業が発酵法によるアセトンやブタノールの製造を開始すると同社の販売会社として営業し、1950年12月にはミヤコ化学が発行する新株を協和醱酵が引き受けることで資本関係を持つこととなった。1950年5月26日、手形事故の処理のため、協和発酵富士工場長を務めた大森久之が社長に就任した。1992年1月25日に死去するまで社長を務め、会社を立て直すとともに、三重県出身者として1985年から6年あまり三重県人会の会長を務め、1965年からは取引先のスリーボンドの社長を引き受けるほどの信頼を得た。
ミヤコ化学の同業の紅屋商店は1932年に米沢市兵衛により、電気スタンドの販売を行う個人商店として創業。第二次世界大戦後はプラスチック産業に注力し、塩化ビニル樹脂や合成樹脂加工機械などを扱った。大口納入先の一つである共和レザーは、朝鮮特需による生産拡大と特需終了による冷え込みで、1952年8月に会社更生法を適用。紅屋商店は不良債権を抱えることとなり、取引先である協和発酵・花王石鹸・東洋インキ製造・東海電極製造・鐵興社との決済に支障をきたし、この5社の管理下に置かれた。その後も同社の経営は厳しくなり、協和発酵傘下のミヤコ化学に吸収合併されることとなる。1954年9月14日、合併契約書に調印。1955年5月に合併に関する登記が完了した。これによりミヤコ化学は従来の溶剤や可塑剤に加え、顔料や合成樹脂加工機械が取扱品目に加わった。
1964年12月、大阪支店の取引先であったプラスチックのカラーリング事業者奥田商店が経営に行き詰まり、6千万円の債権が焦げ付いた。貸倒損失として処理する経済的な余力はなく、同社の債務を引き継いだうえで事業を引き継ぐこととなった。1967年2月、「ミヤコ化成株式会社」に社名を改め、完全子会社化した。ところが1970年9月1日に火災で全焼し、事業継続を断念した。
2010年6月、株式交換により協和発酵ケミカルの完全子会社となる。2015年4月30日には蝶理の完全子会社となった。

## 取扱品目
社名が表す通り、化学品の扱いが主である。1950年頃より、協和発酵富士工場で生産が始まった、ブレーキオイルや飲料缶の内部塗装に用いるジアセトンアルコール（DAA）、香料原料のイソ吉草酸、酪酸などを扱った。のちに富士工場は医薬品の製造に切り替わり、イソ吉草酸や酪酸の製造は終了、DAAは理研化学に製造移管された。昭和30年以降は酢酸ブチルや酢酸エチル、DOP、DBPなど可塑剤を主力とし、コニカ、日立化成、日立電線、明治製菓、東洋インキ、古河電工、三共、東芝などとも取引するようになった。1958年には、パルプ廃液を原料としたカルボキシメチルセルロースの取扱いを開始した。東陽化学工業が生産し、アラビア石油の海底油田の掘削に使用されたが、東陽化学は興人に事業譲渡し、清算することとなる。1961年には、協和ガス化学が製造するアクリル樹脂の取扱を始めた。1971年には協和発酵がポリグルタミン酸樹脂を開発。衣料品や鞄などに1978年 - 1980年にかけて年間数百トンを扱ったが、ポリウレタン樹脂の技術向上と、アミノ酸樹脂レザーのブーム終焉により事業を終了した。
1950年より、東京教育大学光学研究所では合成真珠の研究が行われ、酢酸ブチルや酢酸エチル、DOPなどの納入で同研究所とのつながりができた。1955年には日本光研工業として法人化。ミヤコ化学は特約店として原料の納入と、従来の模造真珠に使われていた魚鱗箔に代わる「光研箔」の販売を行った。この製品は塩基性炭酸鉛を主成分としており、鉛の毒性から化粧品や玩具への使用はできず、扱い量は減少し18年ほどで取引がなくなったが、光研箔を通じて新規顧客との取引のきっかけとなる事例もあった。
1959年、協和発酵の紹介である人物に融資したところ、小切手が不渡りとなり、担保として日本橋中洲の工場内にあった中古の押出成形機2台を取得。翌年、江東区深川三好町に移設し、深川工場としてポリエチレンフィルムの製造を始めた。LPレコードの全盛期で、レコードジャケットの内袋が紙からポリエチレンに切り替わる時期にあり、大手レコード会社に積極的に売り込んだところ70%もの市場占有率を得た。袋の底を、レコード盤の形状に合わせて円みを持たせたことも納入先から好評を得た理由となった。深川工場は木場公園の防災都市計画にかかることから江東区冬木、その後墨田区緑に移転し、1990年に本社合成樹脂部に統合した。コンパクトディスクの普及に伴い、レコードの袋の需要は減少したが、1981年に合成樹脂部はブロー成形大手の吉野工業所と共同で協和発酵酒類企画部に「ペットボトル入り焼酎」を売り込んだ。この時は採用に至らなかったが、1985年には「大五郎」の試験販売にこぎつけた。
1961年頃、イギリスのコロジオンプリベンション社より液状金属防錆剤「アノーガル」の日本における総販売店の募集があった。ミヤコ化学が総販売店に決まり、塗料会社や需要家に販売を試みたが、価格がネックになり売れ行きは芳しくなかった。そこで、アノーガルに耐熱性を持たせた「タップジン」を開発し、セメント工場のロータリーキルンなど熱処理を行うプラントへ塗装施工を売り込んだ。日本国内の化学プラント、発電所、水管橋、道路橋のみならず、一般の住宅や官公庁への塗装施工、マレーシア・インドネシア・アラブ首長国連邦など国外にも現業員を従事した。商社であるが、塗装工事部門を有していることは大きな特徴の一つと言える。
名古屋支社は特薬（医薬品、動物用医薬品、健康食品原料）や食品部門に力を入れていた。名古屋市に本社のある醸造メーカーからフリーズドライの「椀だね」の加工を受託。コンセプトは協和発酵グループの協和エフ・ディ食品による「たまごスープ」に応用された。特薬部門では、1979年よりクルマエビの養殖飼料「エビアン協和」の取扱いを始めた。

## 本社の変遷
1947年にミヤコ化学株式会社となった当初は西銀座の新田ビルに入居した。1930年に木子七郎の設計で新田帯革製造所東京出張所として建設されたモダンなビルであったが2005年に解体され、現存しない。1949年4月に京橋の第一生命ビル、1952年9月には協和発酵の資金課が使用していた丸ノ内ビルヂング7階の一室に移った。紅屋商店との合併により、京橋にあった同社の事務所を分室として使用した。分室は1956年4月に新橋演舞場近くの木挽館、1959年2月には三菱仲6号館に移転した。1961年7月には新築の千代田ビルヂング4階の一室を借り、本社と分室を統合した。翌年には同ビルの3階に移っている。1999年には新国際ビルヂング、2014年には九段南の千代田会館に移転した。